# Tirolerbach

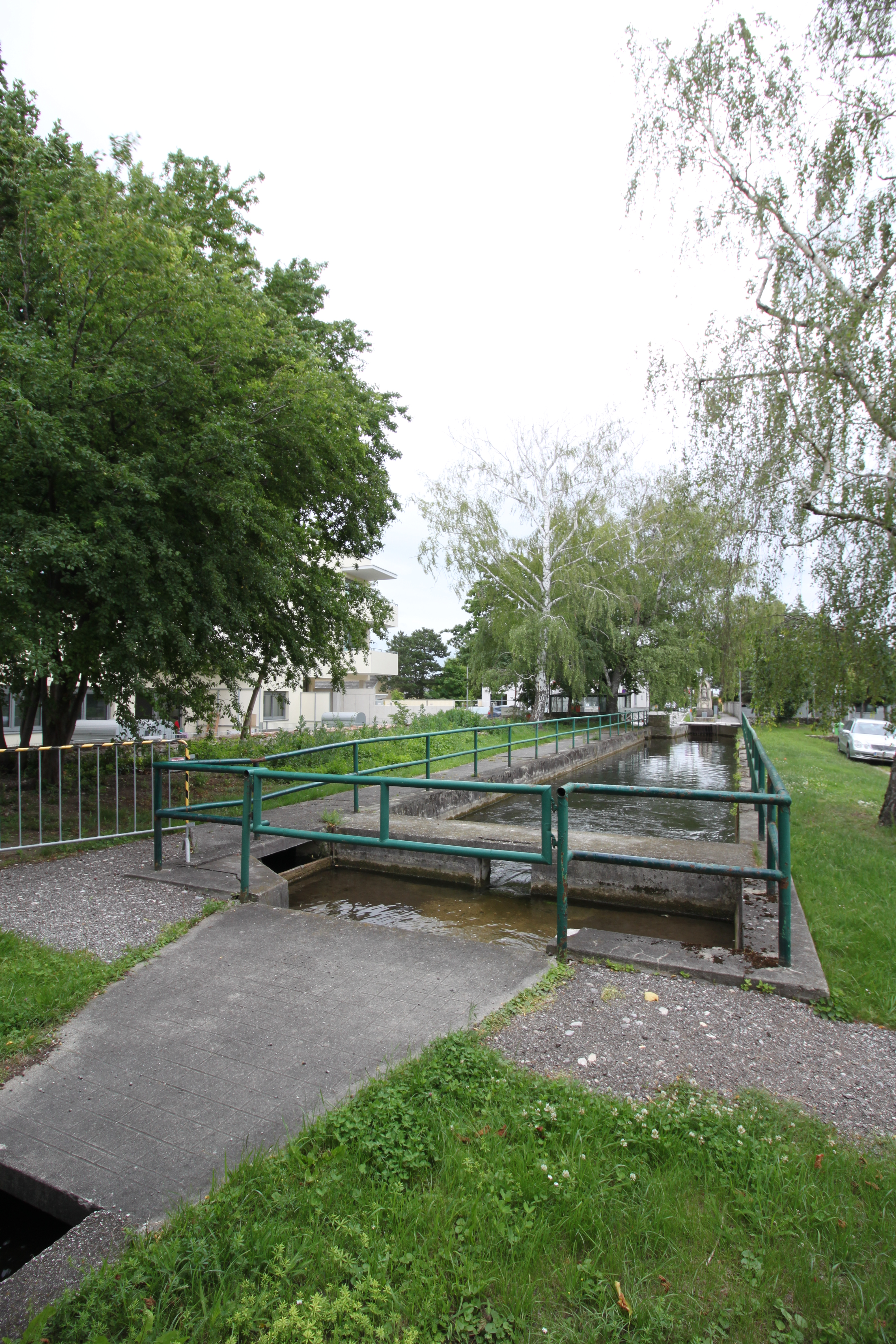
Tirolerbach Sammelbecken

Der Tirolerbach ist ein künstliches Bewässerungssystem in der niederösterreichischen Ortschaft Theresienfeld. Der Name rührt daher, dass ein großer Teil der Siedler, die sich in Theresienfeld im 18. Jh. niederließen, aus Tirol stammte.

Das regelmäßig angelegte Bewässerungssystem von Theresienfeld um 1873 (oben, Aufnahmeblatt der Landesaufnahme)

Der ca. 5,3 km lange Bewässerungskanal wird von der Piesting bei Wöllersdorf gespeist und ist bis in die Ortsmitte von Theresienfeld geführt. Dort wird das Wasser verteilt und mittels Schleusensystemen auf die landwirtschaftlich genutzten Flächen geleitet. Das gesamte Netz mit allen Nebenkanälen umfasst ungefähr 30 km.
Errichtet wurde das Bewässerungssystem im Zuge der Ortsgründung ab 1763 in der Zeit von Maria Theresia. Pioniere gruben und führten das System als Kanal mit Holzeinfassung aus. Um 1832 wurden die westlich gelegenen Kanäle mit Steinen ausgekleidet und erweitert. Erst um 1950 wurde der Kanal in Beton gefasst, so dass die Wasserverluste durch Versickerung wesentlich reduziert werden konnten.
Dieses Brauchwassersystem ist bis heute in Betrieb und wird durch die Wassergenossenschaft Theresienfeld gewartet.
Die mit dem Tirolerbach verbundene Traditionelle Bewässerung in der Steinfeldgemeinde Theresienfeld ist seit 12. Oktober 2022 Immaterielles Kulturerbe im Abschnitt Bräuche, Wissen, Handwerkstechniken (Listeneintrag).

## Geodaten
- Das Kanalsystem Tirolerbach auf Openstreetmap
- Einspeisung an der Piesting: 47° 51′ 52″ N, 16° 10′ 37″ O